# Ma'ruf Amin
Ma'ruf Amin (Tangerang, Indias Orientales Neerlandesas, 11 de marzo de 1943) es un político indonesio, clérigo islámico y profesor que fue el 13.° vicepresidente de Indonesia. Con casi 77 años de edad por entonces, es el vicepresidente indonesio de mayor edad en jurar dicho cargo.
Es el presidente inactivo del Consejo Ulema de Indonesia (Majelis Ulama Indonesia, o MUI). El 9 de agosto de 2018, el presidente Joko Widodo anunció que Ma'ruf sería su compañero de fórmula en las elecciones presidenciales indonesias de 2019. Después de su candidatura, renunció como Líder Supremo (rais 'aam syuriah) de Nahdlatul Ulama (NU), la organización islámica más grande del mundo.

## Trayectoria
Ma'ruf Amin nació en Tangerang, una regencia al oeste de Yakarta en la provincia de Banten (en ese momento ubicada en Java Occidental indivisa). Primero fue a la escuela primaria en el kecamatan de Kresek. Continuó sus estudios en Pesantren Tebuireng en Jombang, Java Oriental, un influyente internado islámico establecido por el fundador de NU, Hasyim Asy'ari. Más tarde, recibió una licenciatura en filosofía islámica de la Universidad Ibnu Khaldun en Bogor, Java Occidental.
Poco después de graduarse de la universidad, Ma'ruf realizó misiones de dakwah en Yakarta. En ese momento, NU todavía era un partido político activo y Ma'ruf fue elegido para el parlamento indonesio, el Consejo Representativo del Pueblo (o DPR, Dewan Perwakilan Rakyat) en las elecciones nacionales celebradas en 1971. Seis años más tarde, en 1977, él fue elegido miembro del Consejo de la Ciudad de Yakarta como miembro del Partido de Desarrollo Unido (Partai Persatuan Pembangunan o PPP) por un período (1977–1982) y se desempeñó como líder del grupo de PPP. Al final de su mandato, Ma'ruf regresó a la academia y al activismo social. En 1989, fue nombrado como un katib 'aam, un puesto de alto rango dentro de la syuriah de NU, su consejo supremo de gobierno. Luego se convirtió en uno de los rais, un líder, que supervisa el liderazgo ejecutivo de Abdurrahman Wahid.
Después de la caída de Suharto en 1998, Ma'ruf se convirtió en asesor del Partido Nacional del Despertar de Wahid (Partai Kebangkitan Bangsa, o PKB) y asesoró a Wahid durante todo el período de su presidencia de Indonesia desde 1999-2001. Ma'ruf volvió a la política activa y representó al PKB en el DPR nacional de 1999 a 2004. Durante este segundo mandato en el DPR, Ma'ruf fue presidente de la Cuarta Comisión (agricultura, alimentación y asuntos marítimos), así como miembro de la Segunda Comisión (asuntos gubernamentales y autonomía regional) y la Junta Presupuestaria.
Mientras era miembro del DPR durante 1999–2004, Ma'ruf presidió el comité del Consejo de Ulema a cargo de emitir opiniones legales (fatwa). No buscó la reelección para el DPR en 2004 y regresó al Consejo Ulema de Indonesia (MUI) para presidir su Comité Nacional de la Sharia (actuando de 2004 a 2010). También se desempeñó como asesor del presidente Susilo Bambang Yudhoyono en su Consejo Asesor Presidencial de 2007 a 2014.
En 2015, Ma'ruf se postuló para el puesto de rais 'aam syuriah de la NU, equivalente a la presidencia del consejo supremo de gobierno. Terminó en segundo lugar después del titular Ahmad Mustofa Bisri de Pesantren Raudlatuth Thalibin de Rembang. En un desarrollo significativo, Bisri retiró su nombre de la carrera y Ma'ruf fue elegido para el puesto por el 33er Congreso de NU. Varias semanas después de su ascenso al puesto más alto de NU, Ma'ruf fue elegido presidente de MUI, sucediendo al Din Syamsuddin de Muhammadiyah el 27 de agosto de 2015.